# Jonathan Kodjia
Jonathan Kodjia, né le 22 octobre 1989 à Saint-Denis (France), est un footballeur international ivoirien qui évolue au poste d'attaquant.

## Débuts
Jonathan Kodjia naît en France de parents ivoiriens. Alors qu'il évolue au niveau district dans un club de la région parisienne, il est repéré par le Stade de Reims, avec lequel il signe en 2008 son premier contrat professionnel.

## Parcours professionnel
En trois saisons avec Reims, il joue 26 matchs sans inscrire de but. En 2011, il est prêté pour une saison à l'AS Cherbourg, alors en National. Il y joue 16 matchs et inscrit ses premiers buts en club. Après la montée en Ligue 1 du Stade de Reims, les dirigeants le prêtent au Amiens SC, alors relégué en National, pour lequel il inscrit 10 buts en 37 matchs joués.
Il est de nouveau prêté à l'été 2013, cette fois au Stade Malherbe de Caen, club de Ligue 2 visant la montée en Ligue 1. Après un début de saison durant lequel il marque trois buts lors de ses deux premiers matchs (dont un doublé face au FC Metz en Coupe de la Ligue), il est absent d'octobre à janvier à cause d'une blessure. Courant février, il perd sa place de titulaire et ne connaît que trois titularisations sur ses 13 derniers matchs joués. Il conclut la saison à cinq buts en championnat alors qu'il s'était fixé un objectif de 10 réalisations. Malgré la montée, il n'est pas conservé par le club normand.
Il décide alors de quitter son club formateur et s'engage avec le Angers SCO en Ligue 2. Titulaire à la pointe de l'attaque angevine à la suite des départs de Richard Socrier et Mohamed Yattara, il lutte régulièrement pour le titre de meilleur buteur de Ligue 2. Blessé en seconde partie de saison, il finit cependant la saison 2014-2015 avec 15 buts, trois de moins que le meilleur buteur, le Havrais Mickaël Le Bihan. Il est tout de même élu meilleur joueur de Ligue 2 aux Trophées UNFP pour la saison 2014-2015.
En juillet 2015, Kodjia s'engage avec le Bristol City FC, un club anglais évoluant pour la saison 2015-2016 en D2 anglaise. Il réalise une saison pleine puisqu'il inscrit un total de 20 buts en 48 matchs toutes compétitions confondues.
Le 30 août 2016, il s'engage pour une durée de quatre ans avec Aston Villa. Il inscrit 31 buts en 106 matchs en l'espace de trois ans et demi avec le club anglais, avant de s'engager avec le club qatari d'Al-Gjarafa le 20 janvier 2020.
Il s'engage avec l'Umm Salal SC en vue de la saison 2022-2023.

### Équipe de Côte d'Ivoire
Le 20 mai 2016, Jonathan Kodjia honore sa première sélection avec la Côte d'Ivoire lors d'un match amical face à la Hongrie (0-0). Il inscrit son premier but avec les Éléphants deux semaines plus tard à l'occasion de la rencontre comptant pour les éliminatoires de la CAN 2017 contre le Gabon (victoire 2-1). Il marque ses deuxième et troisième but lors des deux matchs suivants ; d'abord lors d'un match face à la Sierra Leone qui compte aussi pour les éliminatoires de la prochaine CAN (égalité 1-1) puis face au Mali (victoire 3-1) lors des éliminatoires de la Coupe du monde 2018.
Il fait partie des vingt-trois joueurs sélectionnés pour disputer la Coupe d'Afrique des nations 2017.

## Divertissement
En avril 2025, Jonathan Kodjia rejoint la Kings League France en intégrant l'équipe UNIT3D dirigé par Squeezie, Maxime Biaggi et Djilsi. 

## Statistiques
| Saison                | Club                  | Championnat           | Championnat | Championnat | Coupe nationale | Coupe nationale | Coupe de la Ligue | Coupe de la Ligue | Play-offs | Play-offs | Côte d'Ivoire | Côte d'Ivoire | Total | Total |
| Saison                | Club                  | Division              | M.          | B.          | M.              | B.              | M.                | B.                | M.        | B.        | M.            | B.            | M.    | B.    |
| 2008-2009             | Stade de Reims        | Ligue 2               | 2           | 0           | -               | -               | -                 | -                 | -         | -         | -             | -             | 2     | 0     |
| 2009-2010             | Stade de Reims        | National              | 13          | 0           | 1               | 0               | -                 | -                 | -         | -         | -             | -             | 14    | 0     |
| 2010-2011             | Stade de Reims        | Ligue 2               | 5           | 0           | 1               | 0               | -                 | -                 | -         | -         | -             | -             | 6     | 0     |
| 2011-2012             | Stade de Reims        | Ligue 2               | 2           | 0           | 2               | 0               | -                 | -                 | -         | -         | -             | -             | 4     | 0     |
| Sous-total            | Sous-total            | Sous-total            | 22          | 0           | 4               | 0               | -                 | -                 | -         | -         | -             | -             | 26    | 0     |
| 2011-2012             | AS Cherbourg (prêt)   | National              | 16          | 3           | -               | -               | -                 | -                 | -         | -         | -             | -             | 16    | 3     |
| 2012-2013             | Amiens SC (prêt)      | National              | 34          | 9           | 2               | 1               | 1                 | 0                 | -         | -         | -             | -             | 37    | 10    |
| 2013-2014             | SM Caen (prêt)        | Ligue 2               | 27          | 5           | 3               | 0               | 2                 | 2                 | -         | -         | -             | -             | 32    | 7     |
| 2014-2015             | Angers SCO            | Ligue 2               | 28          | 15          | -               | -               | 1                 | 0                 | -         | -         | -             | -             | 29    | 15    |
| 2015-2016             | Bristol City          | Championship          | 45          | 19          | 2               | 1               | 1                 | 0                 | -         | -         | 2             | 1             | 50    | 21    |
| 2016-2017             | Bristol City          | Championship          | 4           | 0           | -               | -               | -                 | -                 | -         | -         | -             | -             | 4     | 0     |
| Sous-total            | Sous-total            | Sous-total            | 49          | 19          | 2               | 1               | 1                 | 0                 | -         | -         | 2             | 1             | 54    | 21    |
| 2016-2017             | Aston Villa           | Championship          | 36          | 19          | -               | -               | -                 | -                 | -         | -         | 8             | 4             | 44    | 23    |
| 2017-2018             | Aston Villa           | Championship          | 15          | 1           | -               | -               | -                 | -                 | 3         | 0         | 1             | 0             | 19    | 1     |
| 2018-2019             | Aston Villa           | Championship          | 39          | 9           | 1               | 0               | 1                 | 0                 | 2         | 0         | 10            | 5             | 53    | 14    |
| 2019-2020             | Aston Villa           | Premier League        | 6           | 0           | 1               | 0               | 2                 | 2                 | -         | -         | 2             | 1             | 11    | 3     |
| Sous-total            | Sous-total            | Sous-total            | 96          | 29          | 2               | 0               | 3                 | 2                 | 5         | 0         | 21            | 10            | 127   | 41    |
| 2019-2020             | Al-Gharafa SC         | Qatar Stars League    | 10          | 7           | 1               | 0               | -                 | -                 | -         | -         | -             | -             | 11    | 7     |
| 2020-2021             | Al-Gharafa SC         | Qatar Stars League    | 3           | 2           | -               | -               | -                 | -                 | -         | -         | -             | -             | 3     | 2     |
| Sous-total            | Sous-total            | Sous-total            | 13          | 9           | 1               | 0               | -                 | -                 | -         | -         | -             | -             | 14    | 9     |
| Total sur la carrière | Total sur la carrière | Total sur la carrière | 290         | 89          | 14              | 2               | 8                 | 4                 | 5         | 0         | 23            | 11            | 340   | 106   |

## Palmarès

### Distinction personnelle
- Meilleur joueur de Ligue 2 aux Trophées UNFP en 2015.